# Rejon bałaklijski
Rejon bałaklijski (ukr. Балаклійський район) – dawny rejon położony w południowo-zachodniej części obwodu charkowskiego Ukrainy.
Utworzony w 1923, miał powierzchnię 1986 km² i liczył 78,8 tys. mieszkańców. Siedzibą władz rejonowych byłaBałaklija.
Na terenie rejonu znajdowały się 1 miejska rada, 3 osiedlowe rady i 20 silskich rad, liczących w sumie 56 wsi i 9 osad.
Zlikwidowany 19 lipca 2020 roku w ramach reformy administracyjnej. Jego ziemie weszły w skład nowego rejonu iziumskiego.